# Emilio Aldecoa
Emilio Aldecoa Gómez (Bilbao, 30 novembre 1922 – 4 settembre 1999) è stato un calciatore e allenatore di calcio spagnolo, di ruolo attaccante.

## Carriera
Giocò in Inghilterra con Wolverhampton Wanderers e Coventry City, quindi nella massima serie del campionato spagnolo con varie squadre.
Nel 1948 giocò la sua unica partita con la nazionale di calcio spagnola.

## Palmarès

### Giocatore

#### Competizioni nazionali
- Campionato spagnolo: 2

Barcellona: 1951-1952, 1952-1953
- Coppa di Spagna: 2

Barcellona: 1952, 1952-1953
- Coppa Eva Duarte: 2

Barcellona: 1952, 1953

#### Competizioni internazionali
- Coppa Latina: 1

Barcellona: 1952